# 包装明細書
包装明細書（ほうそうめいさいしょ、英: Packing List, P/L）は、貿易における明細書類の一つ。
包装明細書には、梱包形態、個数、重量（貨物重量: Net Weight、総重量: Gross Weight）、容積等が記載される。輸出入通関時に
使用される重要書類である。信用状取引においては、類似の書類として様々な呼び名のものが求められることがある。
以下に例示すると、
- Packing List
- Weight List
- Weight Memo
- Weight Note

取引形態（信用状の有無等）に関わらず、通関時には船荷証券や送り状との整合性が求められる。